# Милерс Крик (Северна Каролина)
Милерс Крик (енгл. Millers Creek) насељено је место без административног статуса у америчкој савезној држави Северна Каролина.

## Демографија
По попису из 2010. године број становника је 2.112, што је 41 (2,0%) становника више него 2000. године.
| Група             | 2000.         | 2010.         |
| Белци             | 1.957 (94,5%) | 1.967 (93,1%) |
| Афроамериканци    | 1 (0,0%)      | 19 (0,9%)     |
| Азијати           | 7 (0,3%)      | 2 (0,1%)      |
| Хиспаноамериканци | 88 (4,2%)     | 96 (4,5%)     |
| Укупно            | 2.071         | 2.112         |